# チカ
チカ（学名：Hypomesus japonicus） は、キュウリウオ目キュウリウオ科に分類される魚。別名はツカ、オタポッポなど。食用とされ、同属のワカサギとよく似ている。そのため、両種が区別されずに流通していることもある。北海道及び三陸海岸以北の本州、朝鮮半島、カムチャツカ半島、樺太、千島列島の沿岸に生息する。

## 形態
ワカサギによく似ているが、ワカサギの腹びれが背びれの起点の直下もしくはやや前方から始まることに対し、本種の腹びれは背びれの起点よりやや後方から始まるという違いがある。
全長は約20cmほどにまで育ち、ワカサギより大型である。

## 生態
内湾の岸近くに生息する。3月下旬から5月上旬の繁殖期になると河川の河口へ集まり、汽水域の砂底部に産卵する。1年から2年で成熟する。産卵後も生き残り、3年から4年生きる個体もいる。プランクトン等を食べる。

## 人間による利用
北海道や東北地方では、食用魚として流通している。定置網で漁獲されることが多い。また、漁港等に集まるので釣りの対象魚にもなっている。ワカサギと混同して販売されていた時期もあるが、その後はきちんと区別されている。小骨がワカサギよりもやや硬いので、価格はチカの方がやや安価である。
調理法としては、小型のものは天ぷらやフライなどが有名であるが、3%の塩水で煮た後に乾燥させて煮干しにしたり、佃煮にして長期保存性を高めたりする調理法もある。大型のものは刺身、素焼き、塩焼きなどにしても美味である。ただし、生食の場合は寄生虫の危険があるので十分注意すること。

## 釣り方
大まかに2種類あり、サビキと一本釣りに分類される。
サビキでの釣り方は仕掛けをそのまま海へ入れる誘い釣りと、サビキに撒き餌をつけての釣りがあるが、サビキに撒き餌をつけて釣る釣り方が主流になりつつある。
一本釣りは、ウキ釣りと脈釣りに分類される。ウキ釣りは当たりがあるまでウキを見ながら待つ釣り。脈釣りは針につけた餌を魚が泳いでいる棚に合わせ、魚が餌を食べた瞬間に合わせて釣る。慣れてくると喰いが渋い時でもそれなりの釣果を上げられるが、餌を自分の目で見ながら釣るため、合わせるのは少々難しい。